# تپه آغمزار
تپه آغمزار مربوط به عصر آهن - دوره اشکانیان است و در شهرستان مانه و سملقان، بخش مانه، دهستان اترک، ۲ کیلومتری شرق روستای آغ مزار واقع شده و این اثر در تاریخ ۱۸ شهریور ۱۳۸۷ با شمارهٔ ثبت ۲۳۲۵۴ به‌عنوان یکی از آثار ملی ایران به ثبت رسیده است.